# Oceano Slide Mountain

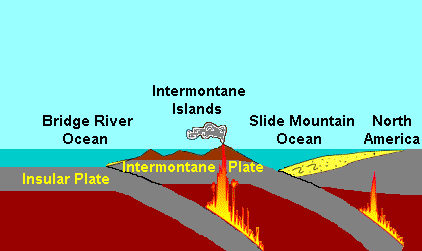
La situazione tettonica dell'arco delle Isole Intermontane, circa 195 milioni di anni fa.

L’Oceano Slide Mountain era un antico oceano esistente tra le Isole Intermontane e l'America del Nord a partire da 245 milioni di anni fa, nel periodo Triassico.
Deriva il suo nome dallo Slide Mountain Terrane, un terrane composto di rocce provenienti dall'antico fondale oceanico.
Sul fondale dell'Oceano Slide Mountain era presente una zona di subduzione, la fossa Intermontana, dove la placca Intermontana andava in subduzione al di sotto del Nord America. Il fondale dell'oceano Slide Mountain fu spinto in alto contro l'antico margine nordamericano.